# Clélia Merloni
A Bem-Aventurada Clélia Merloni (Forlì, 10 de março de 1861 – Roma, 21 de novembro de 1930) foi uma monja italiana, conhecida por fundar o Instituto das Apóstolas do Sagrado Coração de Jesus, instituto religioso presente hoje em 15 países, onde mantém escolas e hospitais. Filha de um rico industrial, ao crescer, sentiu-se mais atraída pela oração do que pela vida social elitista que seu pai queria para ela. Inteligente, talentosa e entusiasta, respondeu generosamente ao chamado de Deus ao escolher a vida consagrada. 
Em 1894, Madre Clélia fundou a Congregação das Apóstolas do Sagrado Coração de Jesus, usando seu zelo carismático para servir os necessitados e marginalizados.  
Para cumprir a vontade de Deus e conduzir as Irmãs, Madre Clélia teve que suportar provas difíceis e profundas humilhações por muitos anos. Ela construiu sua vida com bondade, sacrifícios diários, humildade e perdoando aqueles que haviam sido a causa do sofrimento.
Morreu em Roma em 21 de novembro de 1930. Seu corpo foi sepultado no cemitério Campo Verano. Em 1945 foi exumado, encontrado intacto e colocado na capela da Casa Geral.

## Vida
Clélia Merloni nasceu em Forlì, Itália, em 10 de março de 1861. Sua mãe, Maria Teresa Brandinelli, morreu quando Clélia tinha três anos de idade. Seu pai, Joaquim Merloni, um rico industrial, se casou com Maria Giovanna Boeri, que, com sua avó, ensinou-lhe muito sobre a fé e ajudou Clélia a desenvolver uma personalidade forte e confiante. 
Em 1876, Clélia começou seus estudos no internato das Filhas de Nossa Senhora da Purificação, em Savona, mas saiu após um ano, por ter adoecido. Ela foi educada em casa, em línguas estrangeiras e piano. Seu pai planejava uma vida de luxo e casamento para ela, mas seu único desejo era a vida religiosa. Em 1883, ela entrou na Congregação das Filhas de Nossa Senhora das Neves (Savona), mas voltou novamente para casa depois de apenas quatro anos, devido às debilitações com sua saúde.
Em 1892, Clélia entrou na Congregação das Filhas de Nossa Senhora da Providência em Como, onde se dedicou à vida religiosa com alegria e zelo. Depois de uma recuperação aparentemente milagrosa da tuberculose no final de uma novena ao Sagrado Coração de Jesus e ao Imaculado Coração de Maria, ela compreendeu que o desígnio de Deus sobre sua vida era fundar uma Congregação religiosa de Irmãs consagradas ao Sagrado Coração de Jesus que se dedicaria ao bem dos pobres, dos órfãos e dos abandonados, e que ofereceria suas vidas de boas obras para a conversão dos pecadores. 
Em 30 de maio de 1894, na Igreja de São Francisco, em Viareggio, Clélia, foi apresentada junto com duas companheiras como as primeiras Apóstolas do Sagrado Coração de Jesus. Nascia uma nova Congregação.
O Instituto cresceu rapidamente. Clélia abriu uma escola infantil, uma casa para idosos e um orfanato, tudo graças ao generoso apoio financeiro de seu pai. À medida que o número de Irmãs crescia, as obras se multiplicavam, também fora de Viareggio. Com a morte de seu pai, em San Remo, em 27 de junho de 1895, Clélia tornou-se a única beneficiária de seu patrimônio. Sua conversão do leito de morte foi o fruto das orações e sacrifícios de Clélia ao longo de muitos anos.

### Desastre financeiro
Infelizmente, a expansão resultante de suas obras foi brutalmente interrompida após três anos, quando o padre que administrou as finanças, depois de ter perdido muito dinheiro com a indevida administração de seus bens, fugiu para a França com os fundos restantes. A falência forçou as Apóstolas a abandonar suas inúmeras obras, também na cidade de Viareggio.
Pela Divina Providência, Madre Clélia teve a oportunidade de conhecer o Bispo de Piacenza, João Batista Scalabrini, que ajudou as Irmãs a saírem dessa delicada situação em que se encontravam. Em 1900, ela enviou as Apóstolas em missão, para ajudar os imigrantes italianos que se instalavam no Brasil, e dois anos depois para Boston (EUA).
Madre Clélia e 18 Apóstolas professaram votos na Catedral de Piacenza em 11 de junho de 1900. Apesar da alegria de sua consagração, bem como do sucesso ministerial que resultou da colaboração com o Bispo Scalabrini, a luta interna crescia entre as Irmãs. Dois grupos distintos se formaram na mesma congregação – aqueles que queriam permanecer com o carisma fundacional e aquelas que se inclinavam para o da congregação do Bispo. Além disso, Madre Clélia tornou-se vítima de calúnia após a falência e processos legais subsequentes. Não querendo acusar publicamente o sacerdote que anteriormente havia administrado mal e roubado o dinheiro da Congregação, ela culpava a si mesma, o que a levou a incompreensão.
Ela já não era consultada sobre questões relativas à governança da Congregação, o título do Instituto foi alterado e foram publicadas novas Constituições, às quais a Congregação para Religiosas impôs conformidade. Em 28 de fevereiro de 1904, pelo decreto do Vaticano, Madre Clélia perdeu o título de Superiora Geral com a aprovação da autoridade para a Madre Marcelina Viganò.
Depois de um ano, a Madre Clélia foi reintegrada, mas três investigações apostólicas seguiram, e Madre Clélia foi mais uma vez retirada do cargo com um decreto da Sagrada Congregação dos Religiosos, em 13 de setembro de 1911.
Numerosos pedidos da Madre Clélia para rever o seu caso ficaram sem resposta à medida que a discórdia na Congregação crescia e as Irmãs leais à Madre Clélia foram desligadas da Congregação. Sozinha e considerando-se um obstáculo para a paz da comunidade, Clélia decidiu deixar o Instituto que havia fundado em vez de vê-lo despedaçado por discórdia.

## Exílio, Êxodo e Retorno
Em julho de 1916, ela começou um período muito difícil de exílio. Onde passou por diversas cidades, sendo elas: Gênova, Turim, Roccagiovine e Marcellina, dando neste período difíceis passos ao longo do caminho para seu Calvário, seguindo o exemplo de Cristo.
Seu nome tornou-se desconhecido para sucessivas gerações de Apóstolas, sendo proibido a corresponder-se com ela ou enviar qualquer meio de apoio.
Em 16 de agosto de 1920, Madre Clélia escreveu ao Papa Bento XV, implorando a sua reintegração na Congregação que ela havia fundado. Somente em 7 de março de 1928, Madre Clélia foi autorizada retornar. Já envelhecida e bastante fraca, passou os últimos dois anos de sua vida em um quarto muito distante da comunidade, mas conjugado ao coro da capela. Esses anos foram marcados por uma intensa oração, uma terna caridade para com todos os que ela conheceu, e uma oferta plena ao Coração Eucarístico de Jesus para a salvação das almas.
Acima de tudo, seu espírito de perdão era uma marca de sua requintada caridade, purificada pelo fogo que brilhava como uma extraordinária pérola, especialmente quando ela era objeto de injustiça grave e calúnias infundadas.

## Morte
Madre Clélia morreu em Roma, em 21 de novembro de 1930, e foi enterrada no cemitério Campo Verano, o qual foi fortemente bombardeado durante a Segunda Guerra Mundial: em 18 de julho de 1943, aviões aliados bombardearam a área em torno da estação ferroviária em San Lorenzo, chegando também ao cemitério de Verano, onde muitas sepulturas foram destruídas e danificadas. Esperando o fim da guerra em 1945, começou a busca para encontrar os restos mortais da Fundadora, em meio à devastação. Dias depois, os trabalhadores encontraram o caixão de Madre Clélia ainda selado, o qual foi levado a presença da Superiora Geral para a sua abertura. O corpo de Madre Clélia estava incorrupto.
A partir desse momento, começou uma procissão ininterrupta de Religiosos para o Cemitério de Verano para ver o corpo da Madre. Muitas pessoas se aproximavam de seu corpo, confiantes em sua intercessão, tocando-no e agradecendo-a por tantos feitos realizado em vida.
Em 20 de maio de 1945, solenidade de Pentecostes, o corpo de Madre Clélia foi solenemente carregado na procissão fúnebre para a igreja dedicada a Santa Margarida Maria Alacoque, na Casa Geral.
Os restos foram colocados na parede direita da Igreja da Casa Geral. Em sua lápide foi inscrita a seguinte frase: "Madre Clélia Merloni, fundadora do Instituto das Apóstolas do Sagrado Coração de Jesus. O Coração Divino foi a luz da sua existência. O pobre, o oprimido, o infeliz, o seu palpitar mais terno. Ela viveu a pureza, a simplicidade e a caridade.".

## Processo de Beatificação
O processo de beatificação de Madre Clélia Merloni foi aberto em 1988 pela Congregação das Apóstolas do Sagrado Coração de Jesus. Na sequência, a Sessão de Inauguração da Investigação Diocesana foi celebrada em Roma. Ao encerrar a fase de investigação em 1998, sessenta testemunhas na Itália, Estados Unidos e Brasil deram seu testemunho sobre a santidade de Madre Clélia.
Após a apresentação de um relatório detalhado da Comissão Histórica, a fase diocesana foi concluída em 21 de maio de 1999. Madre Clélia recebeu o título de “Serva de Deus”.
A Positio, um estudo de 1385 páginas sobre a vida de Madre Clélia relata sua virtude heroica e sua fama de santidade, incluindo testemunhos, documentos e evidências em sua defesa de alguns dos momentos mais críticos de sua vida. Em 2015, depois de ter estudado a Positio, a virtude heróica da Madre Clélia foi confirmada. Papa Francisco, em dezembro de 2016 assina o Decreto de Virtude Heróica e Madre Clélia foi nomeada Venerável.
Em 27 de janeiro de 2018, a assinatura do Santo Padre no Decreto de um Milagre completou o processo de beatificação. 

## O Milagre
O milagre aconteceu no dia 14 de março de 1951, quando um médico brasileiro, Pedro Ângelo de Oliveira Filho, foi repentinamente atingido por uma progressiva paralisia dos membros de seu corpo e hospitalizado com urgência na Santa Casa de Misericórdia, de Ribeirão Preto. O diagnóstico foi paralisia ascendente progressiva chamada Síndrome de Landry ou Síndrome de Guillain-Barré. Em algumas semanas, a paralisia piorou, decorrendo uma insuficiência respiratória aguda atingindo a glote causando grande dificuldade em engolir.
O prognóstico foi fatal, dada a gravidade da doença em vista das limitadas condições médicas para a cura disponível naquela época. A paralisia atingiu a garganta e os médicos suspenderam o tratamento. Em 20 de março, o paciente respirava com grave dificuldade e mal conseguia engolir a sua saliva. Os médicos informaram a família de que esta seria sua última noite. Com essa notícia, a esposa do paciente, Angelina Oliva, procurou um irmã Apóstola do Sagrado Coração de Jesus para pedir orações. A irmã deu-lhe uma novena de Madre Clélia, com uma foto contendo um pedaço de relíquia de Madre Clélia. A irmã, juntamente com Angelina, seus filhos e outros parentes imediatamente começaram a rezar. Irmã Adelina aproximou-se do paciente e deu-lhe água onde colocou a pequena relíquia. O paciente estava muito doente, mas conseguiu engolir e tomar um pouco da água. Após alguns minutos, os presentes perceberam que ele conseguiu engolir e já não estava perdendo a saliva. A irmã tentou dar-lhe uma colher de água e ele bebeu, depois colocou uma pequena quantidade de água num copo e ele também bebeu. Depois ela colocou leite em um copo e ele bebeu sem problemas.
Todos ficaram maravilhados com a súbita melhora, tanto que a irmã foi à cozinha para preparar um creme e Pedro Ângelo engoliu com facilidade. Quando o médico de plantão chegou na parte da manhã e viu o paciente curado, ele exclamou que era um milagre. A melhora foi progressiva e, dentro de três semanas ele caminhava. No dia 6 de maio, ele recebeu alta do Hospital porque a cura foi completa, permanente e sem sinais dos sintomas. O médico morreu em 25 de setembro de 1976 devido a uma parada cardíaca, portanto, por uma causa completamente diferente de sua doença anterior e após vinte e cinco anos de sua recuperação milagrosa.